# Apollo 7
Apollo 7 – pierwszy lot załogowy w ramach programu Apollo. Pierwsza amerykańska wyprawa z trzyosobową załogą.

## Podstawowe dane
źródło
- Statek kosmiczny: CSM-101
- Rakieta nośna: AS-205
- Stanowisko startowe: 34
- Start: 11 października 1968, 10:02:45 EST
- Azymut startu: 72°
- Apogeum: 452 km (orbita najwyższa)
- Perygeum: 165 km
- Liczba okrążeń: 163
- Czas trwania misji: 10 dni 20 godz. 9 min. 3 s.
- Wodowanie: 22 października 1968, 06:11:48 EST

## Statek kosmiczny i rakieta nośna
źródło
Czas dostarczenia elementów do KSC
- Statek kosmiczny: maj 1968
- Pierwszy stopień rakiety nośnej (S-IB): marzec 1968
- Drugi stopień rakiety nośnej (S-IVB): kwiecień 1968
- Instrument Unit (IU): kwiecień 1968
- Masa startowa statku kosmicznego: 20 553 kg
- Masa startowa rakiety nośnej: 592 670 kg

## Cele główne misji
- Test statku Apollo w locie załogowym.
- Test procedur i infrastruktury naziemnej w locie załogowym.
- Wykazanie zdolności statku Apollo do przeprowadzenia spotkania z innym obiektem na orbicie.

Zrealizowano wszystkie główne cele misji. Wykonano też wszystkie zaplanowane testy.

## Opis celów misji
źródło
- Uzyskanie danych o zużyciu powłoki termicznej głównego radiatora ECS.
- Wyznaczenie orientacji statku  za pomocą żyroskopowego układu odniesienia.
- Wykonanie manewrów z użyciem silników SPS i RCS pod kontrolą komputera.
- Test automatycznej i ręcznej orientacji statku silnikami RCS.
- Test działania podsystemów zarządzania wodą w warunkach lotu.
- Wykonanie obserwacji gwiazd i krawędzi tarczy Ziemi w celu opracowania modelu krawędzi tarczy.
- Uzyskanie danych o zużyciu zasobów statku Apollo w trakcie misji.
- Test pozyskiwania wody z ogniw paliwowych w stanie nieważkości.
- Ocena osiągów silnika SPS w przestrzeni kosmicznej.
- Ocena funkcjonowania systemu łączności w paśmie S pomiędzy Apollo a MSFN.
- Przeprowadzenie testów odpalenia silnika SPS z minimalnym ciągiem.
- Ocena warunków pracy na pokładzie statku kosmicznego.
- Test funkcjonowania toalety w warunkach lotu.
- Test zapasowego obiegu chłodzenia.
- Przeprowadzenie spotkania statku Apollo ze stopniem S-IVB.
- Optyczna obserwacja celu dokowania za pomocą sekstantu.
- Przeprowadzenie separacji statku Apollo od stopnia S-IVB.
- Uzyskanie danych o wibracjach statku Apollo.
- Wykonanie kolorowych i czarno-białych fotografii powierzchni Ziemi z orbity.
- Wykonanie kolorowych fotografii obszarów pokrytych chmurami do analiz meteorologicznych.
- Test wejścia w atmosferę z orbity okołoziemskiej pod kontrolą komputera pokładowego.
- Ocena działalności systemu sterowania wejściem w atmosferę podczas pracy silnika SPS i po jej zakończeniu.

## Przebieg misji
Start odbył się 11 października 1968 roku o godzinie 15:02:45 UTC. Miejscem startu był kosmodrom na Przylądku Kennedy’ego. Rakietą nośną była rakieta Saturn IB (udźwig tej rakiet był pięć razy mniejszy od Saturna V). Statek został wprowadzony na początkową orbitę o parametrach 228 x 284 km. Ponieważ Apollo 7 nie został wyposażony w lądownik księżycowy LM, osłona drugiego stopnia rakiety zawierała jedynie ramę do której zamontowano cel do symulacji dokowania, przeznaczony do ćwiczeń z udziałem pilota misji, Donna Eisele.

Przed i w trakcie startu kabina była wypełniona mieszaniną tlenu i azotu w stosunku 6:4, co stanowiło rezultat tragicznej lekcji, jaką stanowił dla NASA pożar na pokładzie Apollo 1. Z czystego tlenu składała się atmosfera wewnątrz skafandrów załogi. Zawartość tlenu zaczynała rosnąć w kabinie dopiero po starcie, zmierzając stopniowo do 100% przy ciśnieniu 345 hPa. W porównaniu ze statkami wykorzystywanymi we wcześniejszych programach kosmicznych, kapsuła Apollo była stosunkowo wygodna – astronauci mogli się w miarę swobodnie poruszać, a nawet przygotowywać ciepłe posiłki. Silnik statku Apollo spisał się znakomicie, wykonując nie tylko krótko- i długotrwałe odpalenia, ale także dużą liczbę odpaleń w trakcie lotu. Był to największy silnik, jakim załoga mogła sterować ręcznie, kontrolując kierunek wektora ciągu. Ćwiczenia obejmowały m.in. orbitalne spotkanie przeprowadzone jedynie za pomocą obserwacji wzrokowej i ustalenie orientacji statku w stosunku do celu dokowania za pomocą sekstantu. Ani rakieta nośna, ani statek kosmiczny nie spowodowały żadnych kłopotów. Zanotowano jedynie drobne anomalie, które były korygowano przez systemy zapasowe.
Załoga testowała działanie systemów nawigacyjnych i sterujących.
Po starcie załoga dość szybko zaczęła się nudzić codzienną monotonią, która wraz z przeziębieniem Schirry wprawiała całą trójkę w kłótliwy nastrój. Ucierpiała na tym kariera obu młodych astronautów. Ani Cunningham, ani Eisele nigdy więcej nie polecieli w Kosmos. Jednak misja zakończyła się sukcesem. Nowy trzyosobowy statek sprawdził się i był gotów podjąć zadania, do których został stworzony.
Wodowanie kapsuły z astronautami odbyło się 22 października 1968 o godzinie 12:11:48 UTC. Miejsce wodowania: zachodni Atlantyk, 27°38′N, 64°09′W. Załogę na pokład podjął pełniący rolę okrętu ratowniczego, lotniskowiec USS Essex (CV-9) o godz. 13:08 UTC. Statek CM został podjęty 22 października 1968 o 14:03 UTC.

## Podsumowanie
źródło
- Pierwszy załogowy lot Apollo.
- Pierwszy lot statku Apollo wersji Saturn I Block 2.
- Pierwszy lot z wykorzystaniem skafandrów kosmicznych Apollo.
- Pierwszy lot z pełnym wyposażeniem załogi.
- Pierwsza transmisja telewizyjna na żywo z kosmosu podczas misji załogowej.

## Załoga
- dowódca: Walter Schirra (3)
- pilot modułu dowodzenia: Donn Eisele (1)
- pilot modułu księżycowego: Walter Cunningham (1)

## Załoga rezerwowa
- dowódca: Thomas P. Stafford
- pilot modułu dowodzenia: John W. Young
- pilot modułu księżycowego: Eugene A. Cernan

## Naziemna załoga wspierająca
- Ronald E. Evans
- William R. Pogue
- John L. Swigert